# Sangre y acero
Sangre y acero es una película en blanco y negro de Argentina dirigida por Lucas Demare sobre el guion de Sixto Pondal Ríos y Carlos Olivari que se estrenó el 1 de marzo de 1956 y que tuvo como protagonistas a Carlos Cores, Virginia Luque, Tomás Blanco y Rolando Chaves .

## Sinopsis
En un taller de reparación de trenes, una pasión involucra a una mujer y, años después, a su hija.

## Reparto
- Carlos Cores …Tomás
- Virginia Luque …Mercedes / Mecha
- Tomás Blanco …José Sandoval
- Rolando Chaves …Anselmo Vargas
- Ubaldo Martínez …Don Moscato
- Pepita Muñoz ...Petrona
- María Aurelia Bisutti …Silvana
- Carlos Perelli …Gino
- Juan Carlos Altavista …Antonio
- Roberto Bordoni …Hombre en cabaret
- Néstor Deval …Jacinto
- Paquita Muñoz …Mecha niña
- Luis de Lucía
- Celia Geraldy …Pasajera en tren
- Alberto Quiles …Ferroviario

## Comentarios
Crítica dijo:

”Un folletín con locomotoras y en dos generaciones… La moraleja es convincente y profundamente original: si engañas a un ferroviario, te pisará un tren.”

Por su parte, Noticias Gráficas opinó:

”Tiene buena realización y describe bien un medio social interesante.”

Manrupe y Portela escriben sobre el filme:

”Lugares comunes… Muy poco para Demare.”